# Happy Birthday to You

Urfassung des Happy-Birthday-Liedes aus den 1890er Jahren

Happy Birthday to You (häufig abgekürzt in Happy Birthday) ist ein Glückwunschlied zum Geburtstag. Obwohl die Komposition mehr als hundert Jahre zurückliegt, gilt das Stück auch heute noch als eines der bekanntesten und meistgesungenen Lieder weltweit.
Neben der englischen Originalversion gibt es Übersetzungen in zahlreichen weiteren Sprachen. Eine weitverbreitete deutschsprachige Version beginnt mit: „Zum Geburtstag viel Glück …“

## Entstehungsgeschichte
Das Lied stammt von Mildred J. Hill (1859–1916) und Patty Smith Hill (1868–1946) aus dem US-amerikanischen Louisville, Kentucky. Beide arbeiteten im Louisville Experimental Kindergarten, Patty Hill als Leiterin, ihre Schwester Mildred als Erzieherin. Die heute zu Happy Birthday to You gehörende Melodie schrieb Mildred als Begrüßungslied für den Kindergarten, ihre Schwester Patty verfasste dazu den ursprünglichen Text Good Morning to All. Insofern ist es ursprünglich ein Kinderlied. Es wurde 1893 erstmals veröffentlicht.
Robert H. Coleman veröffentlichte 1924 in der Liedersammlung Harvest Hymns eine Fassung mit einer zweiten Strophe, die heute als das bekannte Geburtstagslied Happy Birthday gesungen wird. Die Veröffentlichung am 27. Juni 1924 erfolgte ohne Einwilligung der ursprünglichen Autoren, was eine Klage der Familie Hill gegen Coleman zur Folge hatte. Das Gericht entschied 1935 zugunsten der Urheber. Noch im selben Jahr wurde das Urheberrecht für Melodie und Text bei der ASCAP registriert. 1989 erwarb der Musikverlag Chappell Music Publishing die Rechte gegen eine Zahlung von 15 Millionen Pfund Sterling. Allein 1996 erzielte der Musikverlag mit dem Lied Einnahmen von 625.000 £.
In der Bibliothek der Universität von Louisville wurde 2015 ein Manuskript des Stücks aus den 1890er Jahren entdeckt. Es handelt sich um eine frühe Version von Good Morning to All in der Handschrift von Mildred J. Hill.

## Urheberrechtsschutz
Bis zum September 2015 galt Happy Birthday to You nahezu weltweit als urheberrechtlich geschützt und nicht gemeinfrei (Public Domain).
Weitgehend international, jedoch mit Ausnahme der Vereinigten Staaten, gilt eine Regelschutzfrist von 70 Jahren ab dem Tod des Schöpfers eines Werkes. Da beide Schwestern als Mitautorinnen gelten, wird diese Frist ab dem Todestag der letzten verstorbenen Autorin Patty Smith Hill berechnet (§ 64 UrhG), die erst 1946 starb. Somit war das Lied in Staaten, die eine Regelschutzfrist von 70 Jahren ab dem Ende des Todesjahres anwenden und für US-Bürger keinen Schutzfristenvergleich anwenden, grundsätzlich mindestens bis zum 31. Dezember 2016 urheberrechtlich geschützt.
In den USA gilt die Melodie seit 1949 als Public Domain, während der Musikverlag Warner/Chappell Music seit Jahrzehnten Lizenzgebühren für die öffentliche Nutzung des Liedtextes einforderte, nachdem er die Rechte 1988 erworben haben soll. Am 22. September 2015 entschied ein Gericht in Los Angeles, dass Warner/Chappell in den USA keine Rechte am Liedtext besitze. Warner/Chappell hatte bis zu diesem Zeitpunkt etwa 1,8 Millionen Euro Lizenzgebühren pro Jahr eingenommen. Richter George H. King hat dabei zwar festgestellt, dass Warner/Chappell Music über keine Rechte am Liedtext verfüge, wobei jedoch offenbleibt, ob diese Rechte bei jemand anderem liegen. Im Dezember 2015 wurde ein Vergleich zwischen Warner/Chappell Music und Sammelklägern geschlossen, die den Musikverlag vor dem Bundesbezirksgericht für Zentralkalifornien in Anspruch genommen hatten (Rupa Marya v Warner/Chappell Music, CV 13-4460, US District Court Central California). Demnach verpflichtete sich Warner, 14 Millionen Dollar aus seinen diesbezüglichen Einnahmen zu erstatten. Davon fließt ein Drittel an die Rechtsanwälte der Kläger, während etwa 10 Millionen Dollar in einen Fonds eingezahlt werden, aus dem Geschädigte des früheren Vorgehens des Verlags entschädigt werden sollen. Der Vergleich wurde im Juni 2016 vom Gericht genehmigt. Das Verfahren betrifft nur die Rechtslage in den Vereinigten Staaten; in der EU lagen die Rechte an dem Lied dessen ungeachtet bis Ende 2016 bei dem Verlag Warner/Chappell Music.
Die Filmemacherin Jennifer Nelson aus New York, die 2013 einen Dokumentarfilm über das Lied und seine Herkunft drehte und von der Warner/Chappell 1500 Dollar Lizenzgebühr (oder 150.000 Dollar Strafe) dafür verlangte, reichte die Klage gegen Warner/Chappell ein. Sie bewies, dass Warner/Chappell rechtswidrig zu den Urheberrechten gekommen ist, da schon Coleman die Rechte nicht legal erworben hat, und legte im Juli 2015 im laufenden Prozess einen neuen Beweis vor.

## Alternative
Aufgrund des unklaren Urheberschutzes und der damit einhergehenden Hürden für öffentliche Aufführungen hatte das Free Music Archive in Kooperation mit dem amerikanischen Hörfunksender WFMU einen Wettbewerb zur Schaffung eines gebührenfreien Alternativstücks veranstaltet, dessen Gewinner im Februar 2013 bekannt gegeben wurde. Das von Monk Turner + Fascinoma verfasste Stück trägt den Titel It’s Your Birthday! und steht unter der Creative-Commons-Lizenz CC-BY 3.0.

## Monroes Interpretation
Eine Interpretation präsentierte die Schauspielerin Marilyn Monroe auf der Geburtstagsfeier des US-Präsidenten John F. Kennedy, im Madison Square Garden. Am 19. Mai 1962 – also zehn Tage vor seinem tatsächlichen Geburtstag – trat Monroe verspätet auf die Bühne, um vor laufenden Fernsehkameras und 15.000 Zuschauern ihr selbstgeschriebenes Ständchen zu singen. Es war ihr letzter Auftritt in der Öffentlichkeit vor ihrem Tod, der aufgrund ihres Kleides, ihrer lasziven Stimme und den Gerüchten um eine mögliche Affäre zwischen ihr und Kennedy Schlagzeilen machte.

## Arrangements und Verarbeitung
Neben der a-cappella-Version (meist als monophoner Gesang), sind zahlreiche Arrangements bekannt, die von einfachen-, zu virtuosen Instrumentalversionen auf Klavier oder Gitarre, zu kammermusikalischen Duetten, Trios, Streichquartetten, zu Streichorchesterversionen, bis hin zu ausgefeilten Arrangements für große Blas- und Symphonieorchester reichen:
- Andrew Holdsworth – Happy Birthday! (Klavier Solo)[17]
- Peter Heidrich – Happy Birthday Variations (kleines Streichorchester)[18]
- Ralf Ford – Happy Birthday Around the World (Blasorchester)[19]
- John Williams – Happy Birthday Variations (großes Symphonieorchester)[20]
- Ulrich Kaiser – Variationen über Happy Birthday to You für zwei Melodieinstrumente[21]

Auch außerhalb des eigentlichen Kontexts kam die Melodie des Stückes zum Einsatz. So zitierte Dmitri Schostakowitsch die ersten fünf Töne der Melodie in seiner zweiten Sinfonie anlässlich des zehnten Jahrestags der Oktoberrevolution.

## Weitere Lieder mit dem Titel Happy Birthday to You
Ein weiteres sehr bekanntes Lied mit dem Titel Happy Birthday und dem Refrain Happy Birthday to You gibt es von Stevie Wonder.